# Plagiohammus nitidus
Plagiohammus nitidus är en skalbaggsart som först beskrevs av Bates 1874.  Plagiohammus nitidus ingår i släktet Plagiohammus och familjen långhorningar.
Artens utbredningsområde är:
- Guatemala.
- Nicaragua.

Inga underarter finns listade i Catalogue of Life.